# Новополтавский
Новополтавский — посёлок в Азовском районе Ростовской области. Входит в состав Кугейского сельского поселения.

## География
Расположен в 45 км (по дорогам) юго-западнее районного центра — города Азова.

### Улицы
пер. Степной;
пер. Школьный;
пер. Садовый;
пер.Юбилейный;
пер. Гагарина; 
пер. Комарова;
ул. Новая;
ул. Октябрьская; 
ул. Первомайская;
ул.Советская.

## История
В 1987 г. указом ПВС РСФСР поселку первого отделения присвоено наименование Новополтавский.

## Население
| 1989 | 2002  | 2010  |
| ---- | ----- | ----- |
| 1038 | ↘1036 | ↘1022 |